# Дьяков, Ананий Иванович
Ана́ний Ива́нович Дья́ков (бел. Ана́ній Іва́навіч Дзя́каў; 1 октября 1896, д. Богдановка Минского уезда — 29 октября 1937, Минск) — белорусский советский государственный деятель, педагог. Ректор Белорусского государственного университета с 1934 по 1935 год. Жертва сталинских репрессий.

## Биография
Родился 1 октября 1896 года в крестьянской семье в деревне Богдановка Хиславичской волости Мстиславского уезда Могилёвской губернии (теперь в Хиславичском районе Смоленской области России).
Окончил начальную школу. Участвовал в Первой мировой войне, где за отвагу получил офицерское звание. В 1918 году вступил в ВКП(б), возглавлял Вяземский земельный отдел. С 1919 по 1923 год служил в Красной Армии командиром роты. С 1923 года работал заместителем председателя Мстиславского райисполкома. С 1924 года — заместитель председателя, а потом и председатель Могилёвского окружного исполкома. С 1928 по 1930 год занимал те же должности в Витебске.
С 1930 по 1934 год учился в Институте красной профессуры в Москве. С 1934 по осень 1935 года занимал пост ректора Белорусского государственного университета. После работал заведующим отдела ЦИК БССР. В июле 1936 года был назначен наркомом просвещения БССР.
Арестован 11 мая 1937 года в Минске по адресу улица Горького, дом 21/52, квартира 24. Осуждён Военной коллегией Верховного суда СССР 28 октября 1937 года как «член национально-фашистской организации» и «вредитель в области народного образования». Расстрелян 29 октября 1937 года в числе 52 человек, в подвале здания внутренней тюрьмы НКВД Минска, захоронен в Минске. Реабилитирован 3 апреля 1957 года постановлением военной коллегии Верховного суда СССР, приговор отменён из-за отсутствия преступления.
Был женат, воспитывал двоих детей. 22 сентября 1937 года в Минске по улице 11 июля, дом 18, квартира 2 была арестована домохозяйка Дьякова Мария Ивановна, жена Анания Дьякова. 28 ноября 1937 года особым постановлением НКВД она была приговорена как «жена предателя родины» к 8 годам лагерей. Отбывала наказание в Казахской ССР. Освобождена 22 сентября 1945 года, дальнейшая судьба неизвестна. Реабилитирована 8 июня 1956 года.